# Mercedes-Benz CLK GTR
La Mercedes-Benz CLK GTR era una Gran Turismo prodotta dalla Mercedes-AMG in pochissimi esemplari a partire dal 1997, concepita inizialmente come vettura da competizione per il Campionato FIA GT. Successivamente furono introdotte anche le versioni coupé e roadster omologate per l'uso stradale.

## Contesto
Con la soppressione del campionato DTM-ITC alla fine della stagione 1996, nel quale la Mercedes-Benz aveva militato per diverse stagioni con vetture Turismo assai avanzate, mancò una delle serie a ruote coperte più importanti. La Mercedes-AMG, che stava approntando una versione della nuova classe CLK conforme al regolamento ITC per il 1997, abbandonò il progetto e si concentrò sull'emergente campionato BPR Global GT Series nel quale erano coinvolte Porsche, McLaren, Ferrari e che dal 1997 passò sotto la Federazione Internazionale dell'Automobile come "Campionato FIA GT."
Non disponendo di una Gran Turismo stradale a livello della concorrenza, l'AMG realizzò in 4 mesi un modello completamente nuovo che, per questioni di marketing, richiamava sia nell'estetica sia nel nome, la coupé di fascia media-alta della Mercedes, la CLK.

## Tecnica
La vettura, realizzata per competere nella classe GT1 del mondiale GT, aveva un telaio monoscocca, una carrozzeria in fibra di carbonio, sospensioni a doppi triangoli sovrapposti con ammortizzatori di tipo pull-rod. Il propulsore era un V12 con bancate a 60° di 5.987 cm³ a 4 valvole per cilindro, preparato dalla AMG e di oltre 600 CV. La vettura aveva un cambio meccanico sequenziale a 6 rapporti a trazione posteriore.
La scelta di una cilindrata entro i 6 litri, inferiore a quella del modello stradale, era dovuta al limite di 6.000 cm³ del regolamento delle competizioni.
Il V12 fu installato su un telaio di una McLaren F1 GTR per avere dai test in pista indicazioni su come impostare aerodinamica e componenti meccaniche prima di costruire la vettura definitiva. Grazie ai test, la AMG costruì in 128 giorni una vettura GT inedita, concepita in funzione del regolamento GT1, diversamente dalle rivali, derivate da modelli stradali modificati. L'omologazione stradale necessaria per far correre l'analogo modello arrivò infatti a campionato FIA GT 1997 concluso.

## Risultati sportivi
La CLK-GTR debuttò alla 4 Ore di Hockenheim 1997: una si ritirò per problemi ai freni e l'altra arrivò a 2 giri dal vincitore; alla seconda gara arrivò alle spalle di una McLaren vincitrice, e alla terza gara arrivò il successo con doppietta. Nel corso della stagione il team AMG ottenne altre 5 vittorie, rimontando in classifica la McLaren e sorpassandola all'ultima gara: la Mercedes vinse il titolo costruttori e il suo pilota Bernd Schneider il titolo piloti.
Nel 1998 la GTR fu impiegata dal team ufficiale nei primi due appuntamenti per poi essere sostituita dalle nuove Mercedes-Benz CLK-LM; 2 GTR affidate ad un team privato continuarono invece a correre il resto del campionato.

## Versioni stradali
La CLK GTR omologata per la circolazione stradale fu prodotta in 25 esemplari, costruiti a mano presso la HWA, il reparto corse della Mercedes-AMG. Due le varianti di carrozzeria: coupé e roadster.

### CLK GTR coupé

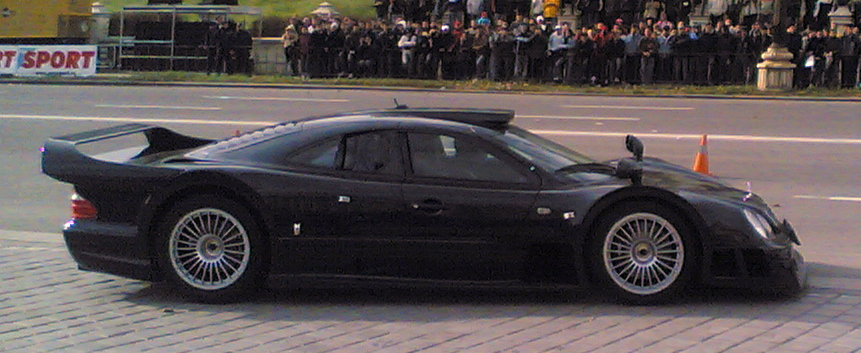
CLK GTR Coupé

Realizzata in 20 esemplari, è la versione che più ricorda il modello da competizione, rispetto al quale monta sempre un motore V12, ma proposto in 2 varianti di cilindrata superiore: 6,9 litri e 7,3 litri.
Con il motore da 6,9 litri capace di sviluppare 631 CV a 6.800 giri/min la vettura scatta da 0 a 100 km/h in 3,8 secondi  da 0 a 200 km/h in 9,8 secondi e la velocità massima supera i 340 km/h.

La variante con motore da 7,3 litri sviluppa 664 CV a 6.500 giri/min, accelera da 0 a 100 km/h in 3,5 secondi, per lo scatto da 0 a 200 km/h impiega 9,5 secondi, la velocità massima è di oltre 340 km/h.
La trasmissione è meccanica sequenziale a 6 rapporti con comandi al volante, più retromarcia, lo sterzo è servoassistito e l'impianto frenante è dotato di ABS.

### CLK GTR roadster

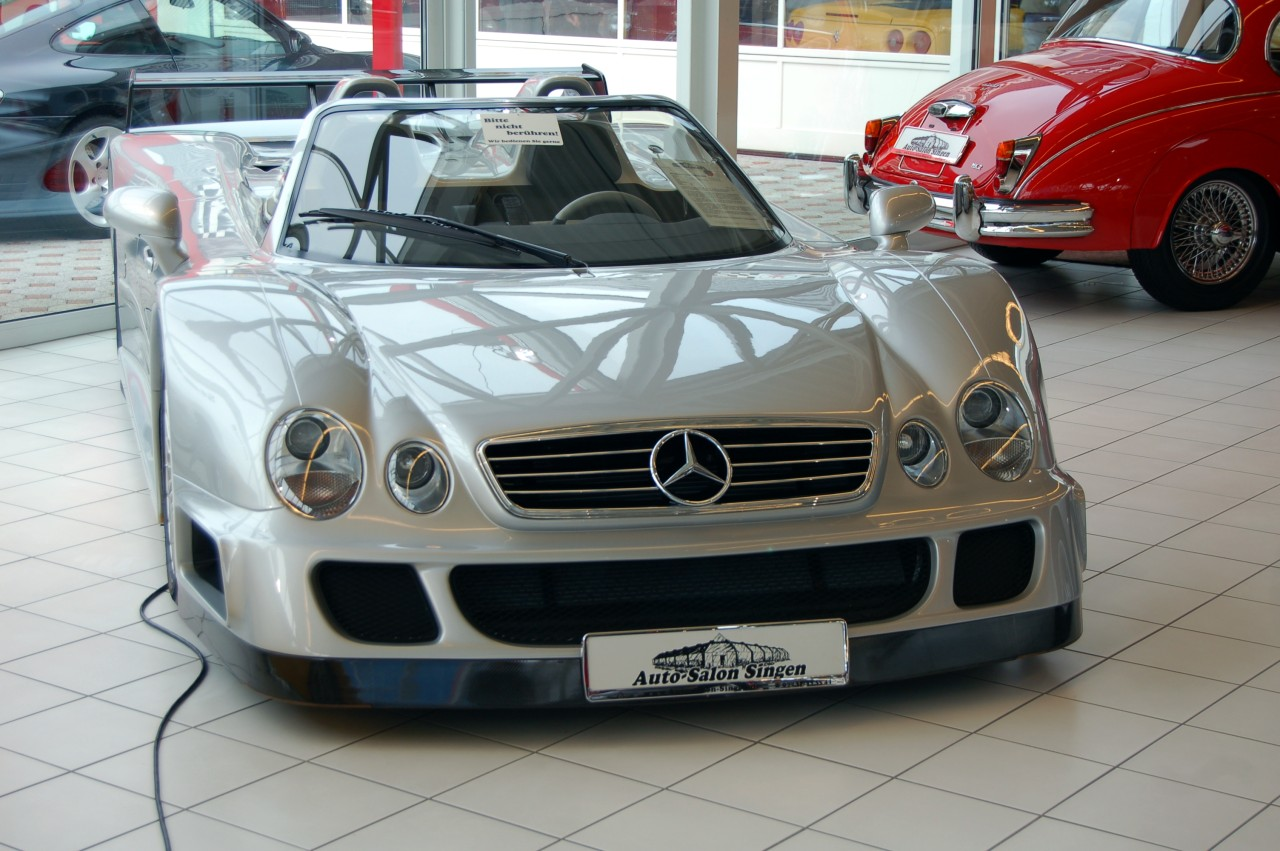
CLK GTR Roadster

Prodotta in 5 esemplari, è la versione scoperta della Gran Turismo di Stoccarda: dietro i sedili due rollbar per conducente e passeggero. La meccanica è la stessa della versione coupé, tuttavia è disponibile solo con il motore da 6,9 litri di cilindrata e la potenza è inferiore, 612 CV a 6.800 giri/min.